# وعي تام
الوعي التام هو قدرة روحية تعتبر مهمة جدا في الوصول للتنوير حسب تعاليم بوذا. وهو أحد العوامل السبعة للتنوير. الوعي التام «الصحيح» (بلغة بالي: sammā-sati وبالسنسكريتية: samyak-smṛti) هو العنصر السابع للطريق النبيل الثماني.

## وصلات خارجية
- براعم من الوعي اليوغي (1) (الحكيم تشندر سوامي) ، رامي رام، تاريخ الولوج 14 مايو 2011
- سايكولوجيا أرابيا - تأمل الوعي التام